# سیارک ۱۸۷۳۷
سیارک ۱۸۷۳۷ (به انگلیسی: 18737 Aliciaworley، نامگذاری:1998QP79) هجده هزار و هفتصد و سی و هفتمین سیارک کشف شده‌است که در ۲۴ اوت ۱۹۹۸ کشف شد.
قدر مطلق سیارک برابر ۱۸.۶ است.